# Súper 6 2022
El Súper 6 2022 fue la tercera edición del torneo profesional de rugby de Escocia.

## Sistema de disputa
Cada equipo disputó sus encuentros frente a cada uno de los rivales en condición de local y de visita.
Luego de la fase regular los cuatro mejores clasificados disputarán semifinales enfrentándose el primer clasificado frente al cuarto y el segundo frente al tercero.
Puntuación
Para ordenar a los equipos en la tabla de posiciones se los puntuará según los resultados obtenidos.
- 4 puntos por victoria.
- 2 puntos por empate.
- 0 puntos por derrota.
- 1 punto bonus por ganar haciendo 3 o más tries que el rival.
- 1 punto bonus por perder por siete o menos puntos de diferencia.

## Temporada Regular
| Pos. | Equipo            | Encuentros | Encuentros | Encuentros | Encuentros | Tantos | Tantos | Tantos | PB | PB | Puntos |
| Pos. | Equipo            | PJ         | PG         | PE         | PP         | F      | C      | Dif    | BO | BD | Puntos |
| ---- | ----------------- | ---------- | ---------- | ---------- | ---------- | ------ | ------ | ------ | -- | -- | ------ |
| 1.º  | Watsonians        | 10         | 9          | 0          | 1          | 338    | 154    | +184   | 9  | 1  | 46     |
| 2.º  | Ayrshire Bulls    | 10         | 9          | 0          | 1          | 105    | 58     | +47    | 2  | 0  | 44     |
| 3.º  | Boroughmuir Bears | 10         | 5          | 0          | 5          | 206    | 260    | -54    | 2  | 0  | 22     |
| 4.º  | Heriot's Rugby    | 10         | 3          | 0          | 7          | 232    | 250    | -18    | 3  | 2  | 17     |
| 5.º  | Southern Knights  | 10         | 2          | 0          | 8          | 166    | 275    | -109   | 2  | 1  | 11     |
| 6.º  | Stirling County   | 10         | 2          | 0          | 8          | 139    | 356    | -217   | 1  | 0  | 9      |

|  | Semifinalistas. |

## Fase Final

### Semifinales
| 21 de octubre de 2022 | Watsonians | 31 - 12 | Heriot's Rugby |  |  |

| 21 de octubre de 2022 | Ayrshire Bulls | 17 - 0 | Boroughmuir Bears |  |  |

### Final
| 30 de octubre de 2022 | Watsonians | 43 - 24 | Ayrshire Bulls |  |  |

| Bandera de Escocia |
| Campeón Watsonians |
| Primer título      |